# 1445

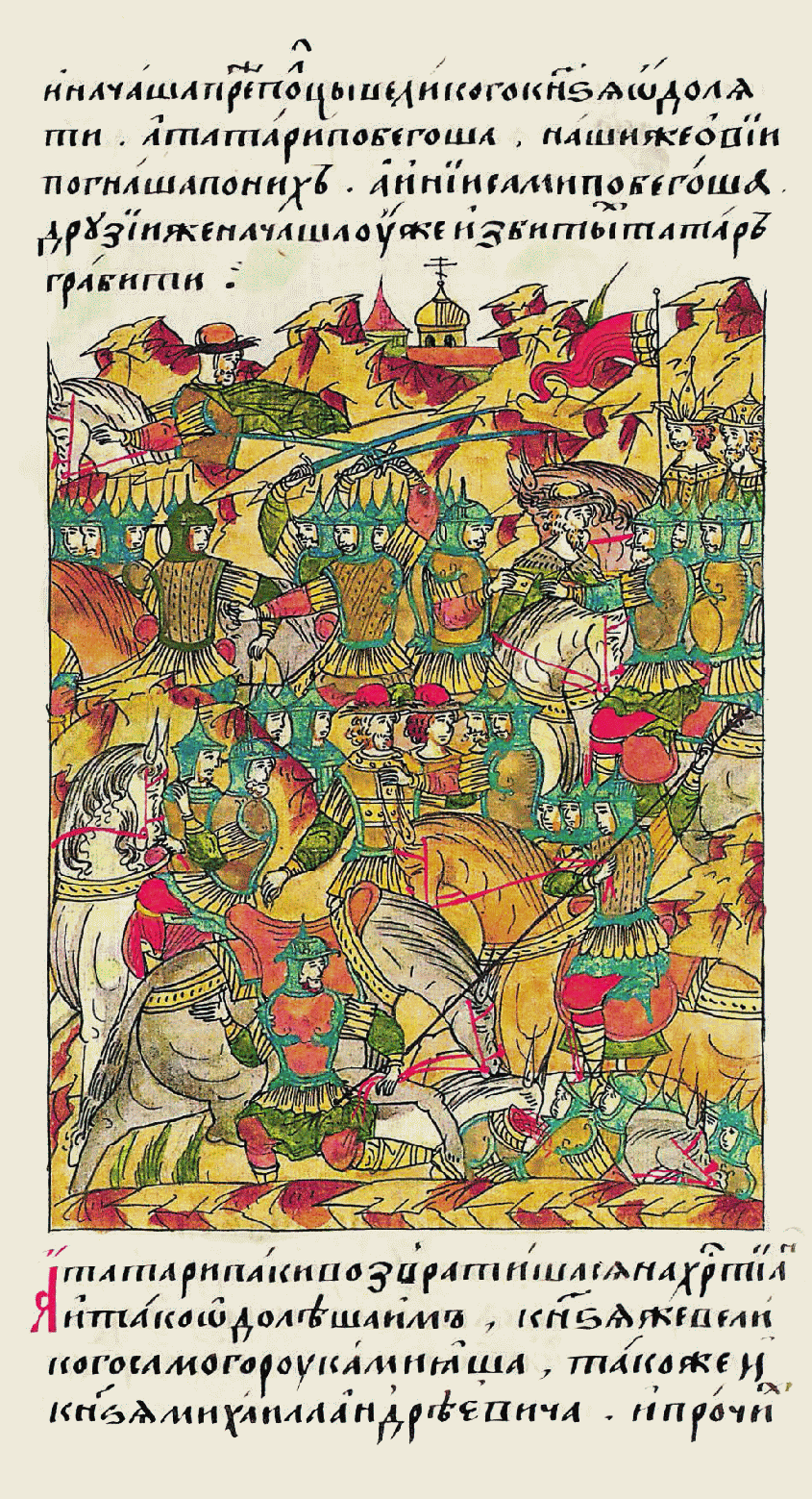
Vasili II van Moskou gevangen genomen

Het jaar 1445 is het 45e jaar in de 15e eeuw volgens de christelijke jaartelling.

## Gebeurtenissen
april
- 23 - Hendrik VI van Engeland trouwt met Margaretha van Anjou.

mei
- 19 - Eerste Slag bij Olmedo

- 30 - In Westminster Abbey wordt Margaretha van Anjou gekroond tot koningin van Engeland.

september
- 10 - Deling van Altenburg: Het keurvorstendom Saksen wordt verdeeld. Frederik II blijft keurvorst van Saksen en krijgt Thüringen, Willem III krijgt Meißen. Willem, die gehoopt en verwacht had Thüringen te krijgen, weigert echter de verdeling te aanvaarden.

oktober
- 10 - Slag bij Mokra: De Albanezen onder Skanderbeg verslaan de Ottomanen.

zonder datum
- Het Maronitische patriarchaat wordt vanwege de dreiging van de oprukkende Mammelukken verplaatst van Byblos naar de Qadisha-vallei.
- Het hertogdom Auschwitz wordt verdeeld. Wenceslaus krijgt Zator, Przemysław krijgt Tost en Jan IV behoudt de rest van Auschwitz.
- Vasili II van Moskou wordt gevangen genomen tijdens een oorlog met het kanaat Kazan.
- De Portugezen stichten een handelspost op het eiland Arguin.
- Christoffel III van Denemarken trouwt met Dorothea van Brandenburg.

## Opvolging
- patriarch van Alexandrië (Syrisch) - Ignatius Behnam al-Hadli als opvolger van Baselius IV Shemun
- Granada - Mohammed IX opgevolgd door Mohammed X, op zijn beurt opgevolgd door Yusuf V
- Monferrato - Johan Jacobus opgevolgd door zijn zoon Johan IV

## Afbeeldingen

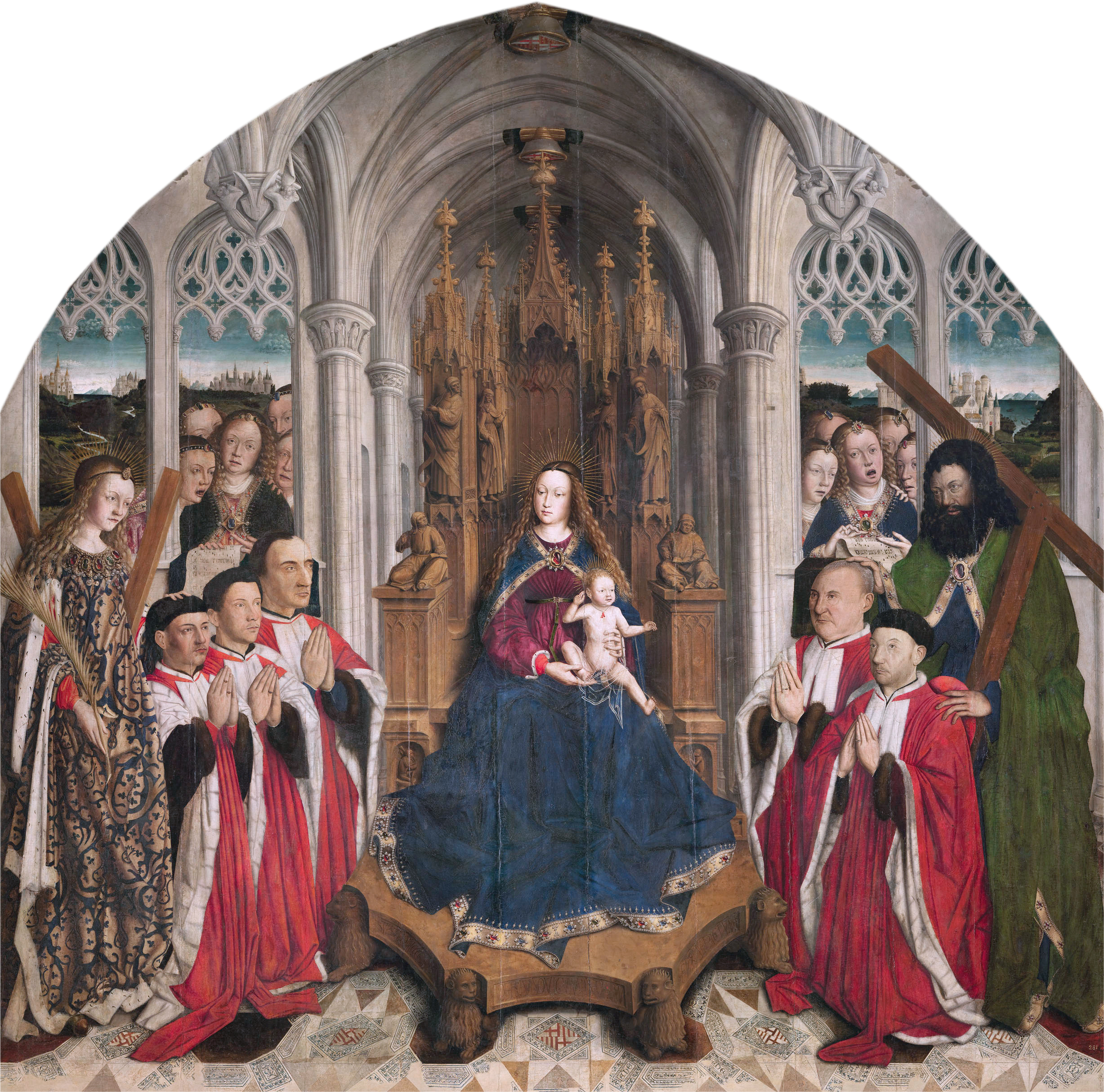
Lluís Dalmau: Mare de Déu dels Consellers
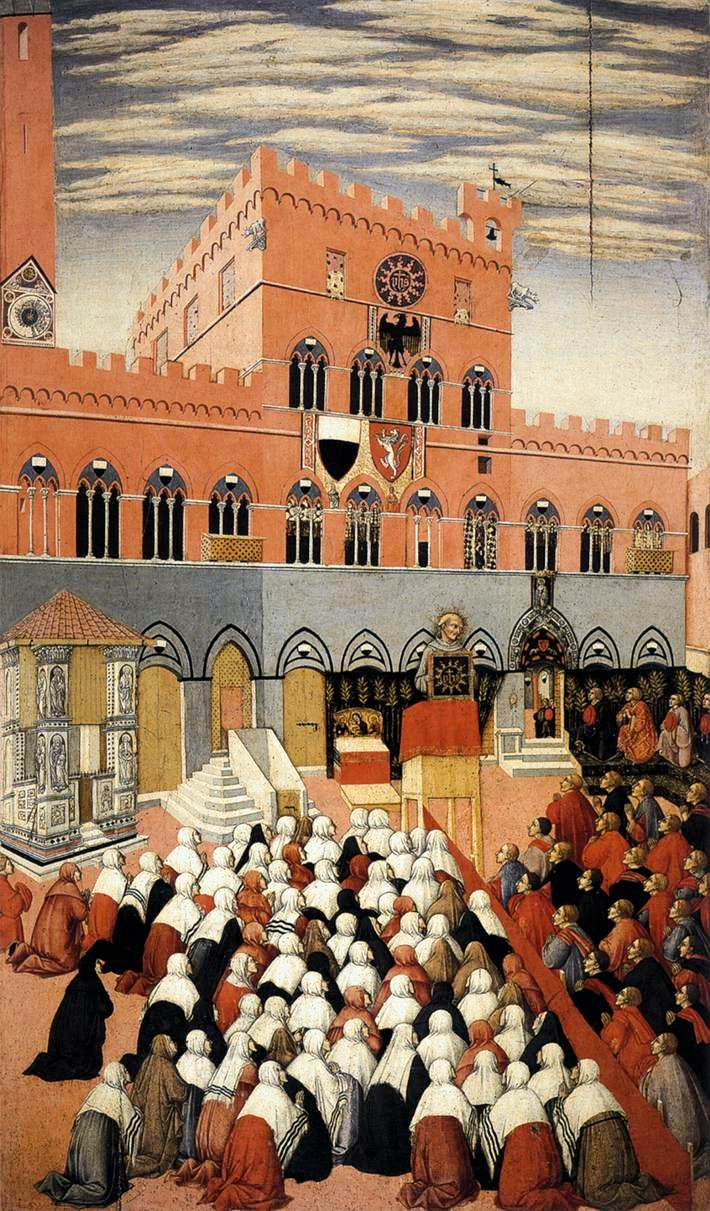
Sano di Pietro: San Bernardino preekt op het Plein van Siena
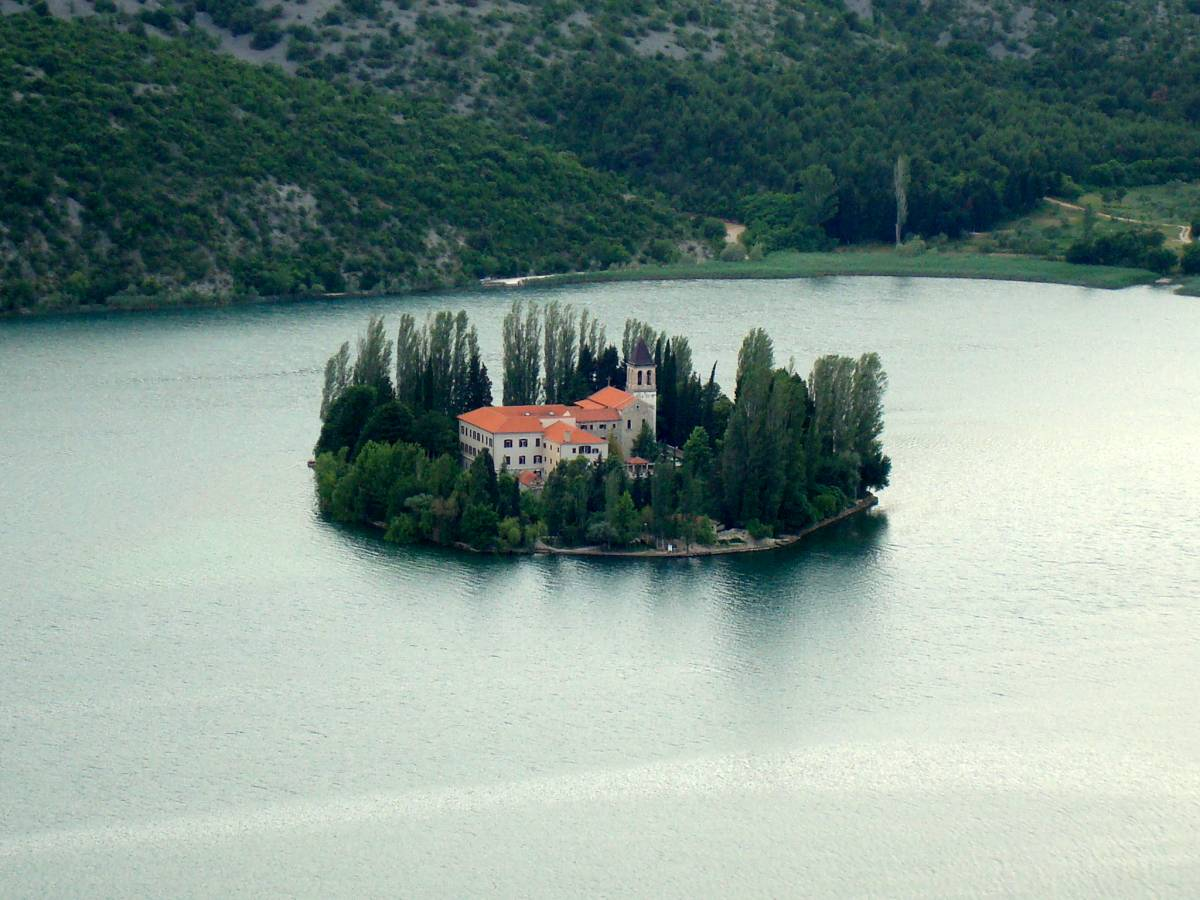
Visovacklooster, Kroatië (gesticht 1445)
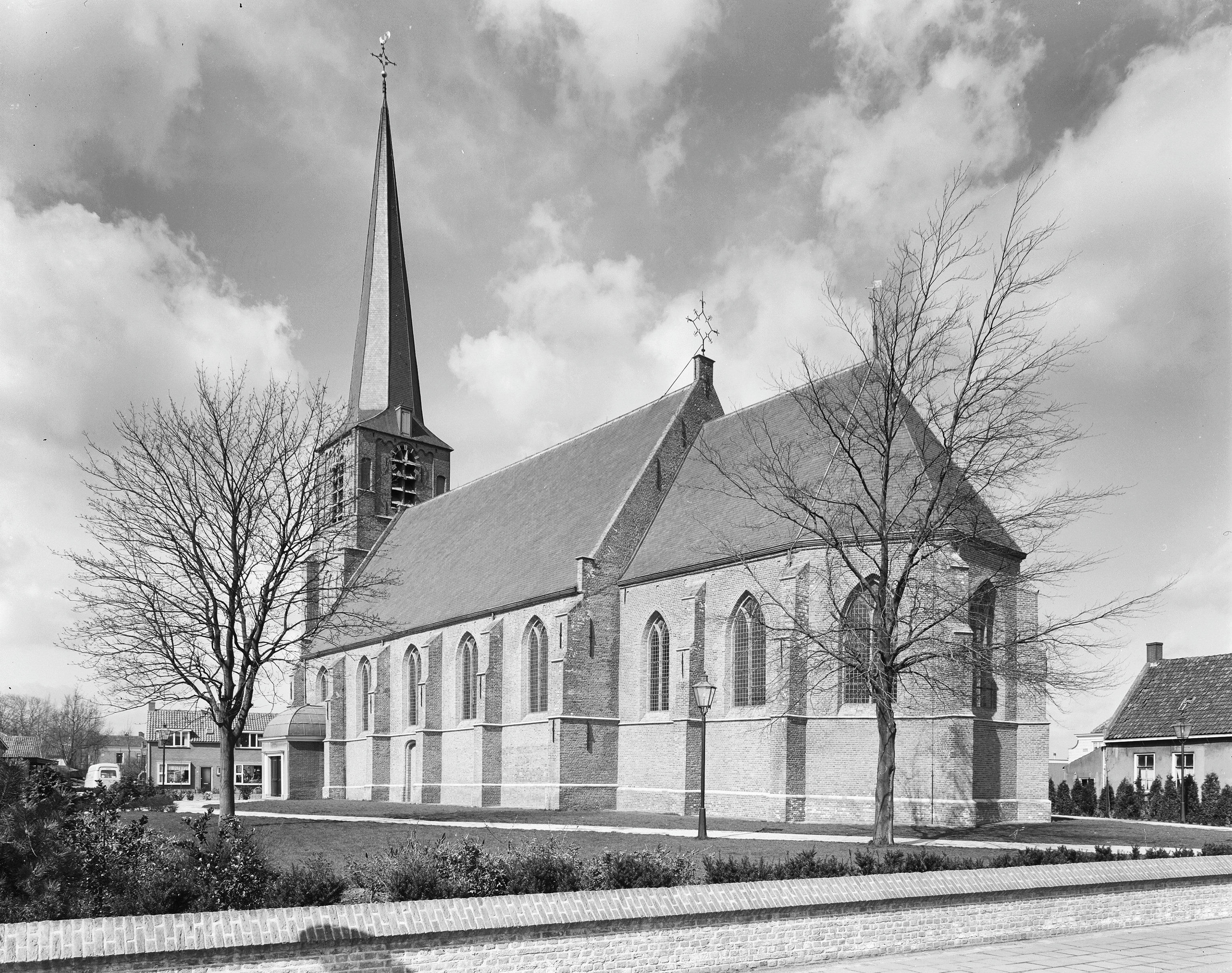
Laurentiuskerk, Mijnsheerenland

## Geboren
- 16 maart - Johann Geiler von Kaisersberg, Zwitsers volksprediker
- 21 april - Pietro Riario, Italiaans kardinaal en diplomaat
- 11 december - Everhard I, graaf en hertog van Württemberg
- Janus Lascaris, Byzantijns geleerde
- Meñli I Giray, kan van de Krim (1466, 1469-1475, 1478-1515)
- Luca Pacioli, Italiaans wiskundige
- Ulrick III van Werst, Limburgs edelman
- Aleida van Culemborg, Gelders edelvrouw (jaartal bij benadering)
- Sandro Botticelli, Florentijns schilder (jaartal bij benadering)
- Albert Brudzewski, Pools astronoom (jaartal bij benadering)
- Hayne van Ghizeghem, Vlaams componist (jaartal bij benadering)
- Anton Koberger, Duits drukker (jaartal bij benadering)
- Giuliano da Sangallo, Florentijns architect (jaartal bij benadering)

## Overleden
- 18 februari - Maria van Aragon (41), echtgenote van Johan II van Castilië
- 19 februari - Eleonora van Aragon (~42), echtgenote van Eduard van Portugal
- 13 maart - Johan Jacobus Paleologo (49), markgraaf van Monferrato
- 13 april - Lodewijk VIII (41), hertog van Beieren-Ingolstadt
- 25 april - Domènec Ram, Aragonees staatsman
- 15 mei - Johanna van Polanen (53), Brabants edelvrouw
- 5 juni - Leonel Power, Engels componist
- 15 juli - Joan Beaufort (~40), echtgenote van Jacobus I van Schotland
- 2 augustus - Oswald von Wolkenstein (~68), Duits dichter, componist en diplomaat
- Dragpa Jungne (~31), vorst van Tibet (1432-1445)
- Jan II Keldermans, Vlaams architect
- Lodewijk van Anjou (~18), Frans edelman
- Olug Mohammed (~40), kan van de Gouden Horde en Kazan
- Alexander I (~59), koning van Georgië (1412-1444) (jaartal bij benadering)